# Батаков, Николай Николаевич
Николай Николаевич Батаков (род. 11 октября 1949 года, Великий Устюг, Вологодская область, РСФСР, СССР) — советский и российский художник-график, член-корреспондент Российской академии художеств (2013).

## Биография
Родился 11 октября 1949 года в городе Великий Устюг Вологодской области, живёт и работает в Калининграде.
В 1973 году — окончил архитектурный факультет Института живописи, скульптуры и архитектуры имени И. Е. Репина.
С 1978 года — член Союза архитекторов СССР, России.
С 1991 года — член Союза художников России.
В 2013 году — избран членом-корреспондентом Российской академии художеств от Отделения графики.

## Творческая деятельность
Основные произведения: «Ной собирает ковчег», «Пророк Иона», «Апокалипсис Св. Иоанна Богослова», «Потоп», «Литургия», «Реквием», «Троя», «Карнавал», «Виртуозы», «Рейнеке-Лис», «Алиса в стране чудес»; иллюстрации к произведениям: «Доктор Живаго» Б.Пастернака, «Лабиринт света и Рай сердца» Яна Амоса Коменского; «Благовещение», «Великий инквизитор» «Братья Карамазовы» Ф. М. Достоевского, «Князь Андрей и Наташа Ростова», «Война и мир» Л. Н. Толстого.
Произведения представлены в собраниях Калининградской художественной галереи, Братского государственного объединённого музея (Россия), во многих музейных и частных зарубежных собраниях.

## Награды
- Заслуженный художник Российской Федерации (2004)
- Диплом и премия Министерства культуры Латвии (1990)
- Диплом жюри и премия Биеннале станковой графики «Калининград-Кенигсберг» (1990, 1992)
- Специальная премия на выставке «Собор» (Калининград, 1993)
- Диплом и медаль Международной биеннале малых форм графики и экслибриса (Остров Великопольский, Польша 1995),
- Региональная профессиональная премия «Признание» за достижения в области изобразительного искусства (Калининград, 2000)
- Гран-При IV Международного триеннале графики малых форм Вильнюс-2001
- Диплом Уральской триеннале печатной графики (Уфа, 2010)
- Диплом и медаль 17 Международной биеннале экслибриса (Вильнюс, Литва, 2011) Диплом III выставки Всероссийского конгресса экслибриса (Вологда, 2011)
- Диплом и медаль конкурса экслибриса в Гливице (Польша, 2012)
- Диплом, медаль, приз за первое место в выставке-конкурсе малых форм графики и экслибриса (Брест, Белоруссия, 2013)